# Askanija-Nova (sídlo městského typu)
Askanija-Nova (ukrajinsky Асканія-Нова, rusky Аскания-Нова – Askanija-Nova) je sídlo městského typu v Chersonské oblasti na Ukrajině. K roku 2019 zde žilo přibližně 2700 obyvatel.
Sídlo je známé jako středisko stejnojmenné biosférické rezervace a sídlí zde zoologická zahrada, botanická zahrada a výzkumný ústav ukrajinského stepního skotu.

## Poloha a doprava
Askanija-Nova je vzdálena přibližně 145 kilometrů východně od Chersonu, správního střediska oblasti. Nejbližší železniční stanice jsou v Kalančaku zhruba 70 kilometrů západně a v Novoleksijivce zhruba 80 kilometrů východně.

## Dějiny
Zemědělskou kolonii zde založil v roce 1828 Bedřich Ferdinand, vévoda anhaltsko-köthenský z rodu Askánců, přičemž převod pozemků o rozloze 550 čtverečních kilometrů byl proveden carským nařízením k 3. březnu a jméno znamenající Nová Askánie odkazuje k jménu šlechtického rodu nových majitelů.
Askánci panství prodali v roce 1856 i s 30 tisíci ovcemi za 1,5 miliónu zlatých marek Bedřich Feinovi, rusko-německému šlechtici.
Kromě ovcí, jejichž chovem bylo panství vyhlášené, zde byli chováni také koně pro ruskou armádu. Rod Feinových zde také založil v roce 1874 zoologickou a v roce 1887 botanickou zahradu.
Během Říjnové revoluce v roce 1917 zabral celé panství stát, který zde v roce 1921 vyhlásil přírodní rezervaci, nejstarší na území moderní Ukrajiny.
Od roku 1938 má Askanija-Nova status sídla městského typu.
Za druhé světové války zde bylo dočasné velitelské stanoviště 11. německé armády během bitev o přístup ke Krymu.